# Cook's Harbour
Cook's Harbour est une ville située dans la province de Terre-Neuve-et-Labrador au Canada. La population y était de 190 habitants en 2006.